# Понтони, Даниеле
Даниеле Понтони (итал. Daniele Pontoni; род. 8 сентября 1966, Удине) — итальянский велогонщик, специалист по велокроссу и маунтинбайку. Чемпион мира, многократный победитель и призёр первенств национального значения, участник летних Олимпийских игр в Атланте.

## Биография
Даниеле Понтони родился 8 сентября 1966 года в городе Удине, автономная область Фриули — Венеция-Джулия.
Начиная с 1988 года входил в число лучших итальянских велогонщиков в дисциплине велокросс, неоднократно становился чемпионом Италии среди любителей, попадал в призы на крупнейших международных соревнованиях в Европе.
В 1993 году вышел на профессиональный уровень и с этого момента в течение десяти лет неизменно выигрывал все итальянские национальные первенства. Одновременно с циклокроссовыми гонками также пробовал себя на шоссе и в кросс-кантри, в частности в 1994 году занял четвёртое место на чемпионате мира по маунтинбайку в американском Вейле.
В 1996 году стал серебряным призёром на чемпионате мира по циклокроссу в муниципалитете Монтрёй. Благодаря череде удачных выступлений удостоился права защищать честь страны на летних Олимпийских играх в Атланте — в программе кросс-кантри показал результат 2:25:08, расположившись в итоговом протоколе соревнований на пятой строке.
В 1997 году одержал победу на чемпионате мира по циклокроссу в Мюнхене. Это был единственный раз, когда ему удалось взойти на верхнюю ступень пьедестала почёта мирового первенства — впоследствии Понтони несколько раз попадал в десятку сильнейших, но попасть в призы ему больше не удалось.
В 1998 году после очередной победы на чемпионате Италии Даниеле Понтони провалил допинг-тест — в его пробе обнаружили следы кокаина. В итоге спортсмена лишили чемпионского титула, но позволили ему продолжать принимать участие в международных стартах. Сам гонщик отрицал свою вину, утверждая, что не принимал запрещённых веществ.
Оставался действующим профессиональным велогонщиком вплоть до 2005 года, после чего принял решение завершить спортивную карьеру.